# Самбо на летней Спартакиаде народов СССР 1986
Соревнования по самбо на летней Спартакиаде народов СССР 1986 года прошли в Минске с 28 по 31 июля 1986 года во Дворце спорта. Главным судьёй соревнований был председатель Федерации самбо Ленинграда Борис Климович, главным секретарём — судья международной категории Георгий Зинькевич. Были разыграны 10 комплектов наград.

## Медалисты
| Весовая категория              | Золото                                        | Серебро                                        | Бронза                                                                            |
| ------------------------------ | --------------------------------------------- | ---------------------------------------------- | --------------------------------------------------------------------------------- |
| Наилегчайший вес (до 48 кг)    | Джейхун Мамедов Вооружённые силы (Баку)       | Явар Агаев Вооружённые силы (Баку)             | Сергей Кондрашкин Динамо (Москва) Айтжан Шангараев Динамо (Алма-Ата)              |
| Легчайший вес (до 52 кг)       | Леван Басилашвили Колмеурне (Тбилиси)         | Фаиг Агаев Буревестник (Сумгаит)               | Гурген Тутхалян Вооружённые силы (Ленинакан) Джетыбай Джумакулов Динамо (Ашхабад) |
| Полулёгкий вес (до 57 кг)      | Антон Новиков Вооружённые силы (Ленинград)    | Лев Паркачев Вооружённые силы (Пермь)          | Натик Багиров Буревестник (Баку) Канат Байшулаков Кайрат (Джамбул)                |
| Лёгкий вес (до 62 кг)          | Салькен Жартыбаев Кайрат (Джамбул)            | Артур Марандян Динамо (Кировокан)              | Абубакир Джуманов Динамо (Ташкент) Михаил Чистов Буревестник (Москва)             |
| 1-й полусредний вес (до 68 кг) | Джолдыбек Кониров Динамо (Львов)              | Каджик Сафарян Динамо (Кировокан)              | Джони Липаридзе Бельцы Сергей Сидоркевич Динамо (Минск)                           |
| 2-й полусредний вес (до 74 кг) | Василий Швая Труд (Краснокамск)               | Александр Вятиорец Профсоюзы (Минск)           | Юрий Макаров Динамо (Москва) Виктор Жданов Динамо (Симферополь)                   |
| 1-й средний вес (до 82 кг)     | Сергей Рябоконь Динамо (Минск)                | Игорь Орлов Динамо (Барнаул)                   | Виктор Лапкин Динамо (Москва) Александр Букреев СА (Ленинград)                    |
| 2-й средний вес (до 90 кг)     | Игорь Сидоркевич Вооружённые силы (Ленинград) | Андрей Куприков Профсоюзы (Московская область) | Давид Ходели Колмеурне (Каспи) Магомед Тюльпари Вооружённые силы (Кишинёв)        |
| Полутяжёлый вес (до 100 кг)    | Ричард Роцявичюс Динамо (Клайпеда)            | Андрей Копылов Труд (Свердловск)               | Андрей Костюк Динамо (Брест) Эдуард Грамс Профсоюзы (Минск)                       |
| Тяжёлый вес (свыше 100 кг)     | Майзер Джапаридзе Динамо (Одесса)             | Александр Храмцовский Динамо (Ташкент)         | Геннадий Ярёменко Динамо (Ташкент) Роберт Дзидзишвили Колмеурне (Тбилиси)         |